# OFK Botev Vratsa
Maillots
Actualités
Le Professionalen Obchtinski Futbolen Klub Rilski Botev Vratsa (en bulgare : Професионален Общински Футболен Клуб Ботев Враца), plus couramment abrégé en Botev Vratsa, est un club bulgare de football fondé en 1921 et basé dans la ville de Vratsa.
Le Botev Vratsa évolue à domicile au Hristo Botev Stadium (en), d'une capacité de 32 000 places.

## Histoire
L'Orel Botev est fondé en 1921 par Nikola Kunov, Ivan Abuzov, Nako Paunov, Gergo Boytchev, Todor Orozov, Hristo Lighenski et Angel Rachinski, dans un terrain de jeu près du Vieux marché de Vratsa. Entre 1921 et 1956, de nombreux clubs sportifs sont formés dans la ville. En 1957, la plupart des clubs fusionnent avec le désormais nommé Spartak Vratsa pour former le FK Botev Vratsa. De 1957 à 1964, le Botev Vratsa évolue en deuxième division. En 1964, le club est promu en première division bulgare et y reste pendant 26 saisons L'équipe de Vratsa a disputé 788 matchs dans l'élite du football bulgare. 
La meilleure performance du club date de 1971, lorsque l'équipe première termine troisième du Championnat de Bulgarie, derrière le FK CSKA Sofia et le PFK Levski Sofia. Le Botev Vratsa a aussi participé à la Coupe d'Europe, lors de la Coupe UEFA 1971-1972 où il est éliminé par le Dinamo Zagreb sur un score cumulé de 8 buts à 2. Le match aller qui s'est tenu à Vratsa, en présence de 35 000 spectateurs, s'est terminé sur une défaite (2-1). Le match retour à Zagreb s'est lui achevé sur le score de 6-1.
En Coupe de Bulgarie, le club est parvenu à se hisser en demi-finales en 1961, 1975 et 1985. En 1989-90, le club est relégué en deuxième division. Le club évolue ensuite la plupart du temps en deuxième division (avec même quelques passages en troisième division), avant de retrouver l'élite à la suite de la saison 2010-2011, mais est à nouveau relégué en fin de saison 2012-2013.
Le Bulgare Martin Petrov est considéré par les supporters comme le plus grand joueur de l'histoire du club. Iliya Valov, Valentin Iliev et Valentin Stanchev ont notamment joué sous les couleurs du Botev Vratsa. Nikolay Penkov est le joueur le plus capé avec 334 matchs. Le meilleur buteur en championnat est Georgi Kamenov, avec 150 buts marqués.

## Bilan sportif

### Palmarès
| Compétitions nationales |
| --- |
| - Championnat de Bulgarie de deuxième division (3) : - Champion : 1963-1964, 2010-2011 et 2017-2018. - Championnat de Bulgarie de troisième division (1) : - Champion : 2008-2009. |

### Bilan européen
Note : dans les résultats ci-dessous, le score du club est toujours donné en premier
| Saison    | Compétition | Tour         | Club          | Domicile | Extérieur | Total |
| --------- | ----------- | ------------ | ------------- | -------- | --------- | ----- |
| 1971-1972 | Coupe UEFA  | Premier tour | Dinamo Zagreb | 1 - 2    | 1 - 6     | 2 - 8 |

Légende
- Victoire ou qualification pour le tour suivant
- Match nul
- Défaite ou élimination de la compétition

## Personnalités du club

### Présidents
- Kalin Kamenov
- Hristo Iliev

### Entraîneurs
| - Sasho Angelov (2009 - 2011) - Atanas Dzhambazki (septembre 2011 - octobre 2011) - Todor Garev (octobre 2011 - décembre 2011) - Antoni Zdravkov (décembre 2011 - août 2012) - Giuliano Sonzogni (août 2012 - septembre 2012) - Antoni Zdravkov (septembre 2012 - juin 2013) - Yasen Petrov (juin 2013 - septembre 2013) - Boyko Velichkov (décembre 2013 - juin 2014) |  | - Viktorio Pavlov (juin 2014 - novembre 2014) - Adalbert Zafirov (décembre 2014 - avril 2015) - Atanas Dzhambazki (mai 2015 - novembre 2015) - Nikolay Todorov (décembre 2015 - mai 2016) - Boyko Velichkov (mai 2016 - novembre 2016) - Sasho Angelov (novembre 2016 - novembre 2019) - Antoni Zdravkov (novembre 2019 - ) |

### Joueurs emblématiques
- Martin Petrov
- Valentin Iliev
- Iliya Valov

## Identité du club

### Supporters du club
Bien que l'équipe fanion ait évolué la plupart du temps en divisions inférieures au cours des dernières années, le club demeure l'un plus populaires de Bulgarie. Le groupe de supporters du « Botev Vratsa Forever » est célèbre pour l'organisation de déplacements ayant pour but de soutenir l'Équipe de Bulgarie de football. Ces supporters ont des liens avec divers clubs de supporters européens ; ils entretiennent ainsi un partenariat avec les supporters néerlandais du Go Ahead Eagles.

### Logo du club

Ancien logo.
Logo actuel.